# Oljefabriks- AB. Merkantil
Oljefabriks- AB. Merkantil eller  Fabriks AB Merkantil grundades 1919. Verksamheten drevs i Wahlbergs kvarn AB:s lokaler vid södra kanalen på söder i Kristianstad. i augusti 1968 brann fabriksbyggnaden och byggnaden blev totalförstörd och revs och verksamheten upphörde. Tidigare hade byggnaden varit en kvarn driven av Wahlberg men inköptes av Mårten Pehrssons Valsqvarn och såldes till AB Merkantil.

## Bakgrund
Fabriksbyggnaden startade som  grosshandlare John Wahlbergs ångkvarn som grundades år 1888. Kvarnen drevs av Wahlberg till 1907 då hans  konkurrent Mårten Pehrsson tog över rörelsen. Kvarnverksamheten avvecklades 1914. Under första världskriget blev byggnaden kasern för I 24. När militären lämnade startades 1919 oljefabriken Merkantil i byggnaden.

## Historia
1919 bildade AB Mårten Pehrsons Valsqvarn i Kristianstad aktiebolaget Oljefabriks- AB Merkantil för produktion av varor baserade på linfrö. Man producerade linkakor, mjöl, oljor. Senare började man tillverka torra produkter som flingor, torrfetter och corn flakes.
I Mårten Pehrsons Valsqvarns protokoll diskuterades 1917 och 1918 företagets styrelse möjligheterna att börja tillverkning av linoljeprodukter. Styrelsen beslutade att bolag skulle bildas för att driva en separat oljefabrik. 1917 köper man maskiner för att pressa linfrö i Tyskland. 1918 anställdes en teknisk chef för tillverkningen. I februari 1919 stiftades aktiebolaget Oljefabriks AB Merkantil, med Carl Nilsson som ordförande. Han blev också förste VD. Wahlbergs kvarn köptes loss av moderbolaget för oljefabrikens räkning. Företaget hade dålig lönsamhet i början  och 1921 skrevs aktiekapitalet ner och arbetare förlorade sina anställningar. Aktiekapitalet ökade sedan åter och 1960-1961 skedde en nyemission i företaget. Efter branden i augusti 1968 totalförstördes byggnaden och verksamheten kunde inte återskapas och lades ner. 1971 avvecklades aktiebolaget. 1923 startades Linoljeslageriernas Försäljnings AB. Det finns protokoll, brev, utredningar och verifikationer från detta företag i oljefabrikens arkiv. Syftet med försäljningsbolaget var göra import och export av linolja lättare och att samordna olika aktörer på den svenska marknaden. Internationella kontakter spelade stor roll med deltagande och anordnade kongresser; bland annat i Stockholm i början av 1960-talet.

## Merkantilfabriken brinner
Nils Arnesson brandman vid Kristianstads brandkår berättade om branden för regionmusem  i Skåne. På förmiddagen den 3 augusti 1968 började oljefabriken Merkantil brinna och rök välde ut från byggnaden. Företaget verksamhet med produktion av linfröolja innebar stora mängder brandfarliga ämnen och branden blev våldsam. Branden startade på andra eller tredje våningen vid torkning av cornflakes i torkanläggning. Branden spreds snabbt i fabriken bland annat genom en spillränna. Våldsamheten  i branden orsakade att södra gaveln rasade. Först befarades att brandmän från Vilans frivilliga brandkår hade begravts under raset men alla hade turligt nog klarat sig. Hela byggnaden totalförstördes och eftersläckningen tog veckor. All säden i byggnaden orsakade att många glödhärdar uppstod som pyrde länge. Enligt Göteborgsposten den 4 augusti 1968 orsakade branden skador för flera miljoner. Mårten Pehrssons valsqvarn i Kristianstad huvudföretaget för Merkantil värderade skadorna till sju miljoner. Merkantils tillverkning var högt automatiserad.

## Fabriksarkivet
Handlingarna från 1918 till 1971 finns på riksarkivet i Lund: Arkivcentrum Syd. Arkivet omfattar protokoll, aktieregister, räkenskaper mest årsredovisningar och fastighetsdeklarationer. Handlingar sorterade efter ämnen finns för hela verksamhetstiden. Andra räkenskapshandlingar finns från 1950-talet och särskilt från1960-talet. Aktiebolaget avvecklades 1971. Arkivet är omfattande och är 6 hyllmeter med 90 volymer.